# Rick Hearst
Rick Hearst, pseudonimo di Richard Charles Herbst (New York, 4 gennaio 1965), è un attore statunitense.

## Biografia
Lo ricordiamo per aver interpretato dal 1989 al 1990 il ruolo di Scotty Banning nella soap opera Il tempo della nostra vita.
Poi ha recitato nella soap opera Sentieri dove ha interpretato il ruolo di Alan-Michael Spaulding dal 1990 al 1996. A Febbre d'amore ha interpretato dal 2000 al 2001 il ruolo di Matt Clark. Nel 2002 entra a far parte del cast di Beautiful per interpretare il ruolo di  Whip Jones III, ruolo che lascia l'anno stesso. In General Hospital gli viene offerto il ruolo di Ric Lansing, ruolo che interpreta dal 2002 al 2009. Nel 2009 torna a far parte di Beautiful dove interpreta di nuovo Whip e lascia di nuovo la soap nel 2011. Nel 2012 alcune indiscrezioni danno quasi per certo che l'attore tornerà a General Hospital nel ruolo di Ric Lansing. Ritorna nel ruolo nel 2014 rimanendo fino al 2016. Riprende il ruolo di Ric Lansing nel 2024.

## Filmografia parziale

### Cinema
- Brain Damage - La maledizione di Elmer (Brain Damage), regia di Frank Henenlotter (1988)
- Crossing the Line, regia di Gary Graver (1989)
- Warlock III - La fine dell'innocenza (Warlock III), regia di Eric Freiser (1999)
- Sexy da morire, regia di Robert Angelo (2001)
- Carpool Guy, regia di Corbin Bernsen (2005)
- Full Count, regia di Robert Eagar (2019)
- Alieu the Dreamer, regia di Quincy Ledbetter (2020)

### Televisione
- I giorni della nostra vita (Days of Our Lives) - serie TV (1989-1990)
- Sentieri (Guiding Light) - serie TV (1990-1996)
- Beverly Hills 90210 - serie TV (1997)
- Alright Already - serie TV (1997)
- Jenny - serie TV (1997)
- Maggie Winters - serie TV (1998)
- Pacific Blue - serie TV (1998-1999)
- Streghe (Charmed) - serie TV (2000)
- Febbre d'amore (The Young and the Restless) - serie TV (2000-2001)
- General Hospital - serie TV (2002-2009, 2014-2016, 2024-in corso)
- Beautiful (The Bold and the Beautiful) - serie TV (2002-2011)
- Castle - serie TV, episodio 3x08 (2010)

## Doppiatori italiani
- Diego Sabre in Sentieri

## Premi

### Emmy Awards
Vinti:
- Miglior giovane attore in una serie drammatica per Sentieri (1991)
- Miglior attore non protagonista in una serie drammatica per General Hospital (2004)
- Miglior attore non protagonista in una serie drammatica per General Hospital (2007)

Nomination:
- Miglior attore non protagonista in una serie drammatica per Sentieri (1992)
- Miglior attore non protagonista in una serie drammatica per Sentieri (1993)
- Miglior attore non protagonista in una serie drammatica per Sentieri (1995)
- Miglior cattivo in una serie drammatica per Febbre d'amore (2002)
- Miglior attore non protagonista in una serie drammatica per General Hospital (2005)

### Soap Opera Digest Awards
Vinti:
- Miglior cattivo in una soap-opera per Febbre d'amore (2001)
- Miglior attore non protagonista in una soap-opera per General Hospital (2005)

Nomination:
- Miglior giovane attore protagonista in una soap-opera per Sentieri (1992)
- Miglior giovane attore protagonista in una soap-opera per Sentieri (1993)
- Miglior attore protagonista in una soap-opera per Sentieri (1996)
- Miglior coppia (con Nancy Lee Grahn) in una soap-opera per General Hospital (2005)